# Flora Pérez
Flora Pérez Marcote (La Coruña, 16 de octubre de 1954) es una empresaria española, desarrolla su trabajo en el grupo Inditex, actualmente es presidenta de la Fundación Amancio Ortega y vicepresidenta de la sociedad de inversiones Pontegadea. Casada con Amancio Ortega desde el año 2001, son padres de Marta Ortega Pérez, nacida en 1984.

## Vida
Pérez Marcote nació en la provincia de la Coruña, y tiene siete hermanos. Durante su niñez vivió en Arzúa y en la Coruña, en el barrio de los Castros.
Desarrolló su vida laboral en el sector de la industria textil, trabajando en diferentes empresas del grupo Inditex. Hasta 1982 trabajó en una de las fábricas del grupo Inditex en Sabón, año en el que se traslada a Vigo como encargada de una de las tiendas del grupo textil. En su trayectoria profesional ha trabajado en los departamentos de diseño, compras, ventas y patronaje, pasando finalmente a tomar cargos de responsabilidad en la gestión de las sociedades del grupo Inditex. Asumió tareas de administradora desde 1992 y a partir del año 2005 forma parte de los consejos de administración en empresas del grupo Inditex, de sociedades de inversión como Pontegadea, la sociedad Gartler o de la Fundación Amancio Ortega.
Desde el año 2003, Pérez Marcote forma parte del patronato de la Fundación Amancio Ortega siendo vicepresidenta primera desde el año 2005. Participa en las actividades de la fundación, muy involucrada en proyectos de promoción de la salud y lucha contra el cáncer, así como en las actividades educativas. Una de sus participaciones en actos públicos se produjo en marzo de 2021, con motivo de la escuela infantil promovida por la fundación en la ciudad de Vigo, la novena escuela infantil que la fundación pone en marcha en Galicia. También representó a la fundación en actos de donaciones realizados a comunidades autónomas, para investigación y equipos de apoyo a la sanidad pública española. En este aspecto, y hasta el 29 de marzo de 2021 la fundación donó 63 millones de euros para lucha contra la pandemia del COVID-19.
Pérez Marcote es socia de Inditex desde el año 2002, cuando recibió acciones como trabajadora de Zara en el departamento comercial, debido a que la empresa hizo un reparto de 81.000 acciones entre sus empleados. En el año 2018 compró nuevas acciones por valor de casi dos millones de euros, ampliando su cartera a más de 15.000 títulos con esa nueva adquisición.